# Ficus langkokensis
Ficus langkokensis är en mullbärsväxtart som beskrevs av Emmanuel Drake del Castillo. Ficus langkokensis ingår i släktet fikonsläktet, och familjen mullbärsväxter. Inga underarter finns listade i Catalogue of Life.